# Вест-Деланд (Флорида)
Вест-Деланд (англ. West DeLand) — переписна місцевість (CDP) в США, в окрузі Волусія штату Флорида. Населення — 3908 осіб (2020).

## Географія
Вест-Деланд розташований за координатами 29°0′56″ пн. ш. 81°20′2″ зх. д. / 29.01556° пн. ш. 81.33389° зх. д. (29.015481, -81.333828).  За даними Бюро перепису населення США в 2010 році переписна місцевість мала площу 6,05 км², уся площа — суходіл. В 2017 році площа становила 5,57 км², уся площа — суходіл.

## Демографія
Згідно з переписом 2010 року, у переписній місцевості мешкало 3535 осіб у 1343 домогосподарствах у складі 932 родин. Густота населення становила 584 особи/км².  Було 1497 помешкань (247/км²).
Расовий склад населення:
| - 84,9 % — білих - 7,0 % — чорних або афроамериканців - 0,8 % — азіатів - 0,3 % — корінних американців - 0,1 % — вихідців з тихоокеанських островів - 4,2 % — осіб інших рас |

До двох чи більше рас належало 2,6 %. Частка іспаномовних становила 12,2 % від усіх жителів.
За віковим діапазоном населення розподілялося таким чином: 23,0 % — особи молодші 18 років, 63,6 % — особи у віці 18—64 років, 13,4 % — особи у віці 65 років та старші. Медіана віку мешканця становила 38,9 року. На 100 осіб жіночої статі у переписній місцевості припадало 101,8 чоловіків;  на 100 жінок у віці від 18 років та старших — 96,8 чоловіків також старших 18 років.
Середній дохід на одне домашнє господарство  становив 51 576 доларів США (медіана — 44 840), а середній дохід на одну сім'ю — 56 933 долари (медіана — 47 656). За межею бідності перебувало 19,2 % осіб, у тому числі 19,3 % дітей у віці до 18 років та 2,4 % осіб у віці 65 років та старших.
Цивільне працевлаштоване населення становило 1819 осіб. Основні галузі зайнятості: освіта, охорона здоров'я та соціальна допомога — 16,1 %, науковці, спеціалісти, менеджери — 14,2 %, фінанси, страхування та нерухомість — 13,7 %.